# Florent de Vienne
Florent ou Florentin (Florentius) est un saint de l'Église catholique romaine (célébré le 3 janvier) et un évêque de Vienne, de la fin du IVe siècle.

## Biographie
Florent ou Florentin (Florentius) est mentionné dans le Catalogue des évêques de Vienne produit par l'évêque Adon de Vienne (799-875), dans sa Chronique,,,.
Selon le Catalogue d'Adon, Florentinus aurait vécu dans la première moitié du IIIe siècle, entre le règne des empereurs Gordien (janvier 238) et Volusien (251-253), voire Gallien (260-268), et il serait le 8e évêque de Vienne,,,.

« Florentinus quoque, episcopus Viennensis, uita et doctrina emicuit ; mansit ad Galieni et Volusiani imperium, exiliatusque martyrium compleuit.

Florentinus aussi, évêque de Vienne, se signala par sa manière de vivre et son enseignement ; il resta en place jusqu'aux règnes de Gallien et Volusien et, exilé, accomplit son martyre. »

— Adon, Chronique, VI, col. 86D,.
Historiquement, il est attesté un siècle plus tard en étant présent au concile de Valence, de 374,,. Cela explique pourquoi certains auteurs, dont Chevalier, mentionnaient un Florent/Florentin Ier au IIIe siècle, puis un Florent II au siècle suivant. Chevalier précise que le second participe avec les évêques d'Avignon et de Vaison à la consécration de l'évêque d'Arles, un certain Artémius, en 365. Aucun Artémius ne figure dans la liste d'Arles, par contre vers 374, on note la présence d'un Artéme (Artemius), évêque d'Embrun.

## Culte
Florent figue au 3 janvier dans le Martyrologe d'Adon,, ou au Martyrologe hiéronymien. Il s'agit également de la date retenue par le Diocèse de Grenoble-Vienne.